# Гредякино (Смоленская область, станция)
Гредякино — посёлок при станции (официально — станция) в Вяземском районе Смоленской области России. Входит в состав Семлёвского сельского поселения. Население — 19 жителей (2007).
Расположена в восточной части области в 5 км к юго-западу от Вязьмы, в 1 км северо-западнее автодороги Р134 «Старая Смоленская дорога» Смоленск — Дорогобуж — Вязьма — Зубцов, на берегу реки Рехта.

## История
В годы Великой Отечественной войны территория района была оккупирована гитлеровскими войсками в октябре 1941 года, освобождена в марте 1943 года.
Согласно Закону Смоленской области от 28 декабря 2004 года № 130-з населённый пункт вошёл в состав образованного муниципального образования «Поляновское сельское поселение».
Согласно Закону Смоленской области от 25 мая 2017 года № 64-з, населённый пункт 5 июня 2017 года переведён в Семлёвское сельское поселение с административным центром в селе Семлёво, а Заводское, Калпитское, Поляновское и Российское сельские поселения преобразованы, путём их объединения в Семлевское сельское поселение.

## Инфраструктура
Путевое хозяйство.

## Транспорт
Автомобильный и железнодорожный транспорт.
В 0,1 км севернее населённого пункта расположена одноимённая железнодорожная станция линии Вязьма — Духовская, открытая в 1879 году.